# Jurament antimodernista
El jurament antimodernista és el text d'un jurament que el papa Pius X va decretar dins del seu motu proprio Sacrorum Antistitum, promulgat l'1 de setembre del 1910.
Per aquest jurament, els membres del clergat, professors de centres d'estudis eclesiàstics o catedràtics a universitats pontifícies havien de repudiar les doctrines del modernisme. Se l'ha de situar en el context de l'acció de l'Església catòlica que des de la il·lustració va començar perdent la preeminència i la darrera paraula en el debat científic i filosòfic. El jurament i les altres lleis del motu proprio havien d'«apartar el perill del modernisme». Aquest decret és la continuació de l'activisme antimodernista de l'Església, un neguit que ja es va trobar, entre d'altres en publicacions com Quanta Cura i el  Síl·labus dels errors del 1864, Aeterni Patris (1879), Pascendi Dominici Gregis (1907) i el 1928 va continuar amb Mortalium Animos.
Durant el Concili del Vaticà II el 1967 el papa Pau VI va suprimir aquesta pràctica. Aquesta llibertat relativa no va durar gaire i només vint-i-dos anys més tard, el 1989, Joseph Ratzinger, durant el papat del conservador Karol Wojtyła (Joan Pau II) va decretar un nou «jurament de fidelitat a l'acceptar d'un ofici que s'ha d'exercir en nom de l'Església».